# Demokratična stranka upokojencev Slovenije
Demokratična stranka upokojencev Slovenije (kratica DeSUS) je bila slovenska politična stranka, ki je primarno zastopala upokojence. Uvrščala seje med levosredinske politične stranke, na evropskem parketu je bila članica sredinske Evropske demokratske stranke. Njen zadnji predsednik je bil Vlado Dimovski.
Dolgoletni predsednik stranke je bil Karl Erjavec, ki je vodenje stranke prevzel po zmagi na izrednem kongresu 5. decembra 2020. Pred tem je stranko od odstopa Aleksandre Pivec 9. septembra 2020 začasno vodil Tomaž Gantar Pivčeva je na glasovanju 18. januarja 2020 premagala protikandidata Karla Erjavca, ki je predsedniško funkcijo pred tem opravljal 15 let. Erjavec je bil na mesto predsednika ponovno izvoljen konec leta 2020, a že marca prihodnje leto izstopil iz stranke.
Stranka je bila članica devetih Vlad Republike Slovenije, konkretno vseh vlad med letoma 1996 in 2020. Prvič so vanjo vstopili leta 2000, ko je vlado vodil Janez Drnovšek. Nadalje je stranka sodelovala še v sedmi, osmi, deveti, deseti, enajsti, dvanajsti in trinajsti Vladi Republike Slovenije. Bila je tudi članica 14. vlade Republike Slovenije pod vodstvom Janeza Janše, kjer vodi zdravstveni in kmetijski resor, a je po povratku Erjavca na vrh stranke izstopila iz koalicije. Dva mandata je bil njen evropski poslanec Ivo Vajgl. 
Karl Erjavec je stranko opredelil kot ideološko, saj da podpira antifašizem, socialno državo in javno šolstvo ter zdravstveno oskrbo. Aleksandra Pivec je to zanikala, saj da je stranka predvsem stranka upokojencev in mora slediti njihovim ciljem.
Na državnozborskih volitvah leta 2022 je stranka izpadla iz parlamenta.
Po skupnem nastopu na volitvah v evropski parlament 2024 se je stranka 2025 spojila z Dobro državo v novo stranko SG – Stranka generacij. Ustanovni kongres je potekal 17. maja, Vlado Dimovski je bil izvoljen za njenega predsednika.

## Zgodovina

### 2020: Pod vodstvom Aleksandre Pivec
Pred volilnim kongresom stranke januarja 2020, sta kandidaturo poleg Erjavca napovedala še član Borut Stražišar in kmetijska ministrica Aleksandra Pivec. Kandidatura slednje je ohladila njene odnose s Karlom Erjavcem, ki je predsedniku vlade Marjanu Šarcu namigoval na odstavitev Pivčeve z mesta ministrice. Kot povod za to je navajal afero SRIPT, ki je v javnost prišla ravno v času, ko je ministrica napovedala kandidaturo za predsednico stranke. Afera je Pivčevo bremenila, da Komisiji za preprečevanje korupcije ni prijavila honorarja v višini 36.000 € za delo, ki ga je pogodbeno opravila v projektu Strateškega razvojnega inovacijskega partnerstva Turizem ter da dela niti ni opravila. Pivčeva se je odzvala, da je svoje delo opravila kvalitetno. V začetku decembra 2019 je dejala, da se želi o zadevi pogovoriti z Marjanom Šarcem, ter, če bo hotel, odstopiti z mesta ministrice za kmetijstvo. V nasprotnem primeru je bila pripravljena delo nadaljevati. Erjavec je v nagovorih članom stranke večkrat namignil, da ne želi, da stranka pade v roke drugih strank, Pivčeva pa je odgovarjala, da ima dobre namene. 
Med opazovalci ni bilo veliko gotovih napovedi, kateri kandidat bo izvoljen na mesto predsednika. Erjavec naj bi užival podporo vodstva stranke in poslanske skupine, Pivčeva pa večjo podporo v pokrajinskih odborih. Kongres stranke, ki je bil poleg volilnega tudi programski in statutarni, je potekal 18. januarja 2020, na mesto predsednice je bila izvoljena Pivčeva. Prejela je 143 glasov delegatov kongresa, med tem ko jih je Erjavec prejel 80, Borut Stražišar pa osem. Erjavec je v nagovoru čestital novi predsednici in napovedal odstop z mesta ministra za obrambo. Takoj po govoru je zapustil dvorano in v izjavi povedal, da zapušča politiko, a da bo ostal član stranke DeSUS. Do odstopa takratne vlade, 13. marca 2020, Erjavec svoje odstopne izjave z ministrskega mesta ni poslal, se je pa v javnosti pojavil le redkoma.
Koncem julija 2020 so mediji objavili domnevno sporen obisk Pivčeve v podjetju Vina Kras, ki je bil delno službene in delno zasebne narave, saj je Pivčeva ravno takrat tam dopustovala s svojima sinovoma. Mediji so jo bremenili korupcijskih tveganj in neplačil računov. Pivčeva je več pozivov, da naj pokaže račune s potovanja zavrnila, češ, da svoje zasebnosti ni dolžna razkrivati javnosti. Nekaj dni kasneje je podobna zgodba prišla tudi iz Izole, kjer je tamkajšnja občina Pivčevi ob obisku Izole krila namestitev v hotelu, plačana pa je bila še ena soba, prijavljena na njena sinova. Aleksandra Pivec je pojasnila, da njena sinova tam nista prenočila, sta pa njena varnostnika. Račun je bil po medijski objavi popravljen, župan izolske občine Danilo Markočič pa je sporočil, da bo stroške kril sam, saj da je do napake prišlo v njegovem kabinetu. Zaradi nejasnosti in neodzivnosti Pivčeve, so jo vodja poslanske skupine Franc Jurša in ostali poslanci po skupnem sestanku, 10. avgusta 2020, pozvali k odstopu, prav tako jo je k odstopu pozval Tomaž Gantar. Pivčevo, ki je opozorila na aktivno podtalno delovanje bivšega predsednika Erjavca, je med tem podrlo več združenj s kmetijstva in prehrane.
Na sestanku sveta stranke, 22. avgusta 2020, je le-ta Pivčevi izrekel nezaupnico, o sami razrešitvi pa so se namenili odločati na sestanku čez dva tedna. Pivčeva je nezaupnico ocenila kot legitimno, odstopila pa zaradi nje ne bo, saj jo lahko razreši le kongres stranke, ki jo je tudi izvolil. Na ponovnem srečanju sveta stranke, 9. septembra 2020, je Aleksandra Pivec podala svoj odstop z mesta predsednica stranke, vodenje pa je začasno prevzel Tomaž Gantar, kljub temu, da bi ga po statutu moral eden od podpredsednikov. Pivčeva je napovedala kandidaturo na predčasnem kongresu. 25. septembra so vsi poslanci poslanske skupine DeSUS na predsednika vlade Janeza Janšo naslovili poziv, da Aleksandro Pivec razreši kot podpredsednico vlade in kot ministrico. Kot njeno zamenjavo so predlagali Jožeta Podgorška, ki je v mandatu Pivčeve na kmetijskem ministrstvu opravljal funkcijo državnega sekretarja. Dan kasneje, 26. septembra 2020, je na svet stranke 38 svetnikov podprlo razrešitev Pivčeve z ministrskega mesta, proti jih je bilo devet. 1. oktobra 2020 je premier Janez Janša v državni zbor poslal predlog za razrešitev Pivčeve. Ob tem se ji je zahvalil za uspešno delo v kriznih razmerah. Državni zbor je o razrešitvi Pivčeve nameraval odločati 5. oktobra 2020, a je ministrica na dan razprave odstopila, prav tako je napovedala izstop iz stranke DeSUS. Državni zbor se je z njenim odstopom uradno seznanil ob 18. uri, s čimer ji je prenehala ministrska funkcija. Dan kasneje je s podpredsedniškega mesta izstopila še Anita Manfreda.

### 2020-2021: Erjavčev povratek na vrh stranke
Glej članek: Kongres stranke DeSUS 2020
Zaradi epidemije koronavirusa je stranka svoj drugi kongres v letu 2020 izvedla v poštni obliki. Delegatom so po pošti poslali volilne lističe in programe kandidatov. Za predsednika stranke sta se potegovala Srečko Felix Krope in nekdanji predsednik stranke Karl Erjavec. Erjavec se je še pred kongresom začel srečevati tudi s predsedniki nekaterih drugih strank, med njimi s predsednikom vlade Janezom Janšo, koordinatorjem Koalicije ustavnega loka Jožetom P. Damijanom in predsednikom Stranke modernega centra Zdravkom Počivalškom. Poslanska skupina je bila zadržana do njegovih sestankovanj pred morebitno izvolitvijo. V medijih so se pojavila tudi ugibanja, da bi lahko Erjavec zasedel mesto predsednika vlade v novi vladi, ki bi zamenjala obstoječo Janševo. Poslanska skupina DeSUS je napovedala nadaljnjo podporo Janševi vlade, Erjavec naj bi obljubil, da proti temu ne bo deloval. Kongres se je končal 5. decembra 2020 z razglasitvijo volilnih izidov. Karl Erjavec je prejel 146, protikandidat Srečko Felix Krope pa 71 glasov. S tem rezultatom je Erjavec po 10 mesecih spet prevzel vodenje stranke.
Erjavec je v ponedeljek po kongresu opravil pogovor s poslansko skupino. Sporočil je, da v Janševi vladi kot minister ne bo sodeloval, saj da si v tretje tega več ne želi. Priznal je, da je vlada ustrezno uresničila zaveze iz koalicijske pogodbe, a da ga motijo stvari, ki nanjo niso vezane. V javnost so nekaj dni po Erjavčevi ponovni izvolitvi prišle informacije o njegovem aktivnem delu na izstopu iz koalicije, ki naj bi ga predlagal tudi poslanski skupini, a ga je ta zavrnila. Robert Polnar je naslednji dan potrdil, da imajo štirje poslanci pripravljene izstopne izjave iz DeSUS, če se Erjavčeve težnje ne bi umirile, saj so veljavne odločitve organov stranke velevale sodelovanje v vladi. Ob tem bi poslanci ustanovili lastno poslansko skupino nepovezanih poslancev.
17. decembra 2020 je Erjavec sklical izvršni odbor in svet stranke, ki sta se odločila za izstop iz vladne koalicije in sicer še tisti dan. Poleg tega sta organa potrdila predlog izključitve poslanca Roberta Polnarja. Strankina ministra Tomaž Gantar in Jože Podgoršek sta ostala na položaju in njuno usodo predala v roke predsednika vlade. Organi stranke so s tem izigrali statut stranke, saj ta veleva, da morajo ministri ob odhodu stranke iz vlade odstopiti, sicer se jih izključi. Gantar je naslednji dan, 18. decembra 2020, odstopil sam. Organi stranke so Erjavca podprli za mandatarja Koalicije ustavnega loka. Premier Janša je stranko pozval, da se do 3. februarja izjasni o svoji poziciji oz. podpori vladi. Erjavec je sklical sestanek s poslansko skupino in po njem sporočil, da bo ta podprla ponovno vložitev nezaupnice, ki jo je Erjavec z desetimi poslanskimi podpisi napovedal za 10. januar 2021. Vodja poslanske skupine Franc Jurša je povedal, da DeSUS "ne bo ekstremna opozicija". 11. februarja 2021 je na Gospodarskem razstavišču zasedal izvršni odbor stranke, ki pa se ga niso udeležili poslanca Ivan Hršak in Branko Simonovič ter kmetijski minister Jože Podgoršek. Svet je na zasedanju sklenil, da bo stranka enotno sledila sklepom izvršnega odbora in sveta stranke.
Glasovanje o nezaupnici je potekalo 15. februarja. Nezaupnico je podprlo 40 poslancev, 7 jih je bilo proti, 6 glasovnic je bilo neveljavnih, ostali pa glasovnic niso prevzeli. Nezaupnica s tem ni uspela. V javnosti se je kasneje ugibalo o tem, da Erjavca niso podprli lastni poslanci. Nihče od njih tega ni potrdil ali zanikal, Erjavec pa je napovedal konsolidacijo stranke in pripravo na volitve. Po pogovoru s poslanci, je Erjavec 24. februarja sporočil, da DeSUS ne bo član Koalicije ustavnega loka (KUL) ampak "zmerna opozicija":
V začetku marca se je Erjavec zaposlil kot pomočnik direktorja v podjetju Iskratel, 10. marca pa je svetu stranke najavil svoj odstop z mesta predsednika DeSUS in takoj izstop iz nje. Z njim je odstopila tudi podpredsednica Irena Majcen. Kot vršilec dolžnosti predsednika ga je nasledil podpredsednik stranke Anton Balažek. Ta je z mesta predsednika odstopil 31. marca, njegovo mesto je do strankarskega kongresa prevzela Brigita Čokl. Sam je prevzel njeno mesto podpredsednika.

### 2021-2022: Po izstopu Erjavca
Vršilka dolžnosti predsednika Brigita Čokl je prvi dan po prevzemu funkcije članstvu poslala pismo, v katerem je med drugim okrcala poslance DeSUS: "Poslanci nočejo dojeti, da smo prestopili v opozicijo in so zavzeli neko svojo držo, ki je definitivno podkrepljena s strani vodilne stranke. Glede na to, da so naši poslanci izrazili, da ne mislijo nastopati na volitvah, je jasno, da želijo obdržati svoj mandat." Poslanska skupina pod vodstvom Franca Jurše je zahtevala preklic izjav Čoklove zoper poslansko skupino, sicer so napovedali sprožitev pravnih postopkov. Po pogovoru poslanske skupine z Brigito Čokl so 12. aprila sklenili, da bodo stranka sredine.
Ponovni volilni kongres stranke je potekal 19. junija 2021. Za mesto predsednika so se potegovali trije kandidati; Ljubo Jasnič, Srečko Felix Krope in Gorazd Žmavc. Za predsednika je bil s 54 od 117 glasov izvoljen Jasnič, Krope jih je prejel 38, Žmavc pa 24. Za podpredsednico je bila izvoljena Julijana Bizjak Mlakar.
31. januarja 2022 je iz stranke, ne pa tudi poslanske skupine, izstopil Branko Simonovič, ki je bil ta čas tudi podpredsednik državnega zbora.
15. februarja 2022 se je sestali organi stranke in podprli skupni nastop DeSUS-a na volitvah s stranko Liberalni demokrati (LIDE). Ker se je LIDE 28. februarja presenetljivo odločila, da na volitvah ne bo nastopila, je DeSUS na volitvah nastopila samostojno.

### 2022: Izpad iz parlamenta
Na državnozborskih volitvah leta 2022 je stranka izpadla iz parlamenta. Prejela je 0,66 % in s tem izgubila pravico do financiranja stranke iz proračuna (za to bi potrebovala vsaj odstotek podpore).
Marca 2023 je predsednik stranke Ljubo Jasnič odstopil s položaja in kot vzrok navedel zdravstvene ter osebne razloge. Iz istih razlogov je odstopil tudi generalni sekretar, Bojan Potočnik.

### 2023: Vrnitev na politično prizorišče po 14. kongresu
Stranka je konec marca 2023 izvedla virtualni kongres, na katerem so potrdili začasno vodstvo do naslednjega kongresa, ki bo januarja 2024. Vodenje stranke je prevzel Anton Rifelj. Ta je napovedal projektno sodelovanje pri napovedanih reformah, pripravili bodo izhodišča, ki jih bodo usklajevali tudi s civilno družbo in ZDUS. Ob tem je odločno zavrnil združevanje stranke z Gibanjem Svoboda na način, kot sta to storili LMŠ in SAB. Sedež stranke so preselili v Celje.

### 2024: Evropske volitve in volilni kongres stranke
Konec leta 2023 je stranka začela pogovore o sodelovanju na evropskih volitvah 2024. O partnerski listi so se pogovarjali z Vladimirjem Prebiličem, a so na seji sveta konec januarja 2024 v stranki to povezovanje zavrnili. Za položaj na listi so se nato dogovorili z dolgoletnim mednarodnim dopisnikom RTV Slovenija Urošem Lipuščkom, ki je bil nosilec skupne liste z Dobro državo. 10. aprila so podpisali sporazum o sodelovanju, 18. aprila pa javnosti predstavili še celotno kandidatno listo.
Kongres, na katerem bi izvolili novo vodstvo, je bil prvotno načrtovan za 20. april. Stranka je zanj že najela dvorano, nato pa kongres pozabila sklicati. Novi datum kongresa je bil 15. junij, med možnimi kandidati, ki bi se potegovali za predsednika, pa sta se, poleg Marka Bandellija, ki je namero že prej potrdil, omenjala tudi Gorazd Žmavc in Mojca Šetinc Pašek.
Na kongresu stranke dne 15. junija je bil za novega predsednika stranke izvoljen ekonomist in nekdanji minister Vlado Dimovski. Dobil je 86 glasov podpore, njegov protikandidat Vincenc Gajser pa 9 glasov. Ob izvolitvi je dejal, da je glavni cilj stranke vrnitev v parlament.

### 2025: Združitev z Dobro državo
Stranka DeSUS je aprila 2025 sprejela odločitev, da se strank DeSUS in Dobra država, ki sta sodelovali na evropskih volitvah 2024, združita v novo stranko. Združitveni kongres je potekal 17. maja, ko je bila uradno ustanovljena Stranka generacij (SG).

## Vodstvo stranke
- Predsednik stranke: Vlado Dimovski
- Podpredsedniki stranke: Adolf Zupan, Darinka Mravljak, Marko Bandelli[85]
- Predsednik sveta: Branko Dolenc
- Generalni sekretar: Borut Grmšek
- Izvršni odbor: 19 članov
- Nadzorni odbor: 10 članov

## Rezultati volitev

### Državnozborske volitve
Od leta 1996 do leta 2022 je imela poslance v Državnem zboru Republike Slovenije:
| Volitve | Št. glasov | %     | +/–        | Sedeži  | +/– | Mesto | Vlada                                       |
| ------- | ---------- | ----- | ---------- | ------- | --- | ----- | ------------------------------------------- |
| 1996    | 46.152     | 4,32  | Stagnacija | 5 / 90  | 5   | 6.    | Koalicija                                   |
| 2000    | 57.603     | 5,17  | 0,85       | 4 / 90  | 1   | 6.    | Koalicija                                   |
| 2004    | 39.150     | 4,04  | 1,13       | 4 / 90  | 0   | 7.    | Koalicija                                   |
| 2008    | 77.612     | 7,47  | 3,43       | 7 / 90  | 3   | 4.    | Koalicija                                   |
| 2011    | 76.853     | 6,97  | 0,50       | 6 / 90  | 1   | 5.    | Koalicija (2012-2013) Koalicija (2013-2014) |
| 2014    | 88.968     | 10,18 | 3,21       | 10 / 90 | 4   | 3.    | Koalicija                                   |
| 2018    | 43.129     | 4,91  | 5,27       | 5 / 90  | 5   | 8.    | Koalicija (2018-2020) Koalicija (2020-2022) |
| 2022    | 7.840      | 0,66  | 4,25       | 0 / 90  | 5   | 17.   | –                                           |

#### Državnozborske volitve 2011
Na državnozborskih volitvah, ki so potekale 4. decembra 2011, je stranka osvojila 6 poslanskih mest.

#### Državnozborske volitve 2014
Stranka je na volitvah z 10,18 % odstotki glasov prejela 10 poslanskih mandatov.

#### Državnozborske volitve 2018
Stranka je na volitvah doživela velik padec, saj ji je dalo glas le 4,93 % udeležencev volitev, kar je pomenilo 5 poslanskih mest. Poleg tega v Državni zbor ni bil izvoljen predsednik stranke Karl Erjavec. Slab rezultat je v javnosti in stranki vzbudil glasne pozive k Erjavčevemu odstopu. Ta je nekaj dni po volitvah stranki ponudil odstop, ki pa ga svet stranke na javnem glasovanju ni sprejel.

#### Državnozborske volitve 2022
Stranka se je podala na volitve pod vodstvom Ljuba Jasniča. Sprva so nameravali nastopiti na skupni listi s stranko LIDE, vendar je slednja kasneje napovedala, da se volitev ne bo udeležila. Na volitvah leta 2022 je stranka izpadla iz parlamenta. Prejela je 0,66 % in s tem izgubila pravico do financiranja stranke iz proračuna (za to bi potrebovala vsaj odstotek podpore). Predsednik Ljubo Jasnič je dejal, da sta dejanski poraženki volitev SAB in Naša dežela, ki sta se želeli "polastiti bogastva stranke DeSUS", a kasneje prav tako izpadli iz Državnega zbora.

### Evropske volitve
| Volitve | Št. glasov | %     | +/–        | Sedeži | +/–        | Mesto |
| ------- | ---------- | ----- | ---------- | ------ | ---------- | ----- |
| 2004    | 95.489     | 21,91 | Stagnacija | 2 / 7  | Stagnacija | 2.a   |
| 2009    | 33.292     | 7,18  | 14,73      | 0 / 8  | 2          | 6.    |
| 2014    | 32.662     | 8,12  | 0,94       | 1 / 8  | 1          | 4.    |
| 2019    | 27.329     | 5,67  | 2,45       | 0 / 8  | 1          | 6.    |
| 2024    | 14.980     | 2,22  | 3,45       | 0 / 9  | 0          | 9.b   |

^a  Stranka se je na volitve podala na skupni listi LDS+DeSUS.
^b  Stranka se je na volitve podala na skupni listi DeSUS+DD.
|           | Mandatno obdobje | Mandatno obdobje | Mandatno obdobje | Mandatno obdobje | Mandatno obdobje |
| 2004–2009 | 2009–2014        | 2014–2019        | 2019–2024        | 2024–2029        |                  |
| --------- | ---------------- | ---------------- | ---------------- | ---------------- | ---------------- |
| Ivo Vajgl |                  |                  |                  |                  |                  |

#### Volitve v Evropski parlament 2004
Na prvih evropskih volitvah v Sloveniji je stranka DeSUS sodelovala na skupni listi z LDS. Dobili so 21,91 % glasov, v Evropski parlament sta se uvrstila Mojca Drčar Murko in Jelko Kacin.
1. Jelko Kacin
2. Mojca Drčar Murko
3. Roman Jakič
4. Vinko Gobec
5. Majda Širca
6. Mima Jaušovec
7. Miloš Kovačič

#### Volitve v Evropski parlament 2009
Stranka je dobila 7,18 % glasov volivcev in ni osvojila nobenega poslanskega mandata..
1. Karl Erjavec
2. Marija Gjerkeš Dugonik
3. Drago Mirošič
4. Andrejka Majhen
5. Joško Godec
6. Silva Savšek
7. Avgust Heričko

#### Volitve v Evropski parlament 2014
Na tokratnih volitvah je stranka zasedla četrto mesto med strankami, dobila je 8,12 % glasov, v Evropski parlament se je uvrstil nosilec liste, Ivo Vajgl.
1. Ivo Vajgl
2. Marija Pukl
3. Izidor Salobir
4. Ingeborg Ivanek
5. Bojan Bratina
6. Jana Jenko
7. Anton Dragan
8. Marjana Kotnik Poropat

#### Volitve v Evropski parlament 2019
Na volitvah 2019 je stranka dobila 5,67 % glasov volivcev in ni osvojila nobenega mandata v Evropskem parlamentu.
1. Igor Šoltes
2. Damjan Stanonik
3. Tereza Novak
4. Zdenka Gajzer
5. Vitomir Mavrič
6. Maja Sušec
7. Peter Boršič
8. Vesna Dragan

#### Volitve v Evropski parlament 2024
Stranka se bo na evropske volitve podala na skupni listi s stranko Dobra država, katere nosilec bo dolgoletni novinar Uroš Lipušček. Partnersko listo so javnosti predstavili 18. aprila v Ljubljani, nanjo so uvrstili tudi ekonomista Bogomirja Kovača ter igralko Sašo Pavček.
Listo so na DVK vložili v četrtek, 9. maja 2024, s podpisi 2017 volivcev.
1. Uroš Lipušček
2. Doroteja Novak Gosarič
3. Anton Balažek
4. Darinka Mravljak
5. Drago Bulc
6. Saša Pavček
7. Stojan Lipolt
8. Natalija Tripković
9. Bogomir Kovač.

Skupna lista z 2,22 % glasov ni osvojila nobenega mandata v Evropskem parlamentu, med sodelujočimi pa je zasedla deveto mesto. Uroš Lipušček je dobil 10.598 preferenčnih glasov, kar je predstavljalo več kot 70 % glasov liste.

## Ministri v vladah
| Vlada | Minister               | Funkcija                                         | Ministrstvo                                                                   | Mandat                                | Predsednik stranke                                                                 | Predsednik vlade |
| ----- | ---------------------- | ------------------------------------------------ | ----------------------------------------------------------------------------- | ------------------------------------- | ---------------------------------------------------------------------------------- | ---------------- |
| 3.    |                        |                                                  |                                                                               |                                       | Jože Globačnik                                                                     | Janez Drnovšek   |
|       |                        |                                                  |                                                                               |                                       |                                                                                    |                  |
| 4.    |                        |                                                  |                                                                               |                                       | Jože Globačnik                                                                     | Janez Drnovšek   |
|       |                        |                                                  |                                                                               |                                       |                                                                                    |                  |
| 6.    |                        |                                                  |                                                                               |                                       | Janko Kušar                                                                        | Janez Drnovšek   |
|       |                        |                                                  |                                                                               |                                       |                                                                                    |                  |
| 7.    |                        |                                                  |                                                                               |                                       | Anton Rous                                                                         | Anton Rop        |
|       |                        |                                                  |                                                                               |                                       |                                                                                    |                  |
| 8.    |                        |                                                  |                                                                               |                                       | Anton Rous Karl Erjavec                                                            | Janez Janša      |
|       |                        |                                                  |                                                                               |                                       |                                                                                    |                  |
| 9.    | Ivan Svetlik           | Minister za delo, družino in socialne zadeve     | Ministrstvo za delo, družino in socialne zadeve                               | 21. november 2008–10. februar 2012    | Karl Erjavec                                                                       | Borut Pahor      |
| 9.    | Roko Žarnič            | Minister za okolje in prostor                    | Ministrstvo za okolje in prostor                                              | 10. februar 2010–9. maj 2011          | Karl Erjavec                                                                       | Borut Pahor      |
| 9.    | Henrik Gjerkeš         | Minister za kmetijstvo, gozdarstvo in prehrano   | Ministrstvo za kmetijstvo, gozdarstvo in prehrano                             | 30. marec 2010–5. maj 2010            | Karl Erjavec                                                                       | Borut Pahor      |
| 9.    | Zlata Ploštajner       | Ministrica brez resorja                          | Služba Vlade Republike Slovenije za lokalno samoupravo in regionalno politiko | 21. november 2008–22. oktobra 2009    | Karl Erjavec                                                                       | Borut Pahor      |
| 9.    | Henrik Gjerkeš         | Minister brez resorja                            | Služba Vlade Republike Slovenije za lokalno samoupravo in regionalno politiko | 22. oktober 2009–21. december 2010    | Karl Erjavec                                                                       | Borut Pahor      |
| 9.    | Duša Trobec Bučan      | Ministrica brez resorja                          | Služba Vlade Republike Slovenije za lokalno samoupravo in regionalno politiko | 11. januar 2011–18. april 2011        | Karl Erjavec                                                                       | Borut Pahor      |
| 9.    | Karl Erjavec           | Minister za okolje in prostor                    | Ministrstvo za okolje in prostor                                              | 21. november 2008–12. februar 2010    | Karl Erjavec                                                                       | Borut Pahor      |
|       |                        |                                                  |                                                                               |                                       |                                                                                    |                  |
| 10.   | Karl Erjavec           | Minister za zunanje zadeve                       | Ministrstvo za zunanje zadeve                                                 | 10. februar 2012–22. februar 2013     | Karl Erjavec                                                                       | Janez Janša      |
| 10.   | Tomaž Gantar           | Minister za zdravje                              | Ministrstvo za zdravje Republike Slovenije                                    | 10. februar 2012–22. februar 2013     | Karl Erjavec                                                                       | Janez Janša      |
|       |                        |                                                  |                                                                               |                                       |                                                                                    |                  |
| 11.   | Karl Erjavec           | Minister za zunanje zadeve                       | Ministrstvo za zunanje zadeve                                                 | 20. marec 2013–13. julij 2014         | Karl Erjavec                                                                       | Alenka Bratušek  |
| 11.   | Tomaž Gantar           | Minister za zdravje                              | Ministrstvo za zdravje Republike Slovenije                                    | 20. marec 2013–25. november 2013      | Karl Erjavec                                                                       | Alenka Bratušek  |
|       |                        |                                                  |                                                                               |                                       |                                                                                    |                  |
| 12.   | Karl Erjavec           | Minister za zunanje zadeve                       | Ministrstvo za zunanje zadeve                                                 | 18. september 2014–13. september 2018 | Karl Erjavec                                                                       | Miro Cerar       |
| 12.   | Irena Majcen           | Ministrica za okolje in prostor                  | Ministrstvo za okolje in prostor                                              | 18. september 2014–13. september 2018 | Karl Erjavec                                                                       | Miro Cerar       |
| 12.   | Anton Peršak           | Minister za kulturo                              | Ministrstvo za kulturo                                                        | 20. maj 2016–13. september 2018       | Karl Erjavec                                                                       | Miro Cerar       |
| 12.   | Gorazd Žmavc           | Minister za Slovence v zamejstvu in po svetu     | Urad vlade za Slovence v zamejstvu in po svetu                                | 18. september 2014–13. september 2018 | Karl Erjavec                                                                       | Miro Cerar       |
| 12.   | Julijana Bizjak Mlakar | Ministrca za kulturo                             | Ministrstvo za kulturo                                                        | 18. september 2014–25. april 2016     | Karl Erjavec                                                                       | Miro Cerar       |
|       |                        |                                                  |                                                                               |                                       |                                                                                    |                  |
| 13.   | Karl Erjavec           | Minister za obrambo                              | Ministrstvo za obrambo Republike Slovenije                                    | 13. september 2018-13. marec 2020     | Karl Erjavec (do 2020) Aleksandra Pivec (2020)                                     | Marjan Šarec     |
| 13.   | Aleksandra Pivec       | Ministrica za kmetijstvo, gozdarstvo in prehrano | Ministrstvo za kmetijstvo, gozdarstvo in prehrano Republike Slovenije         | 13. september 2018-13. marec 2020     | Karl Erjavec (do 2020) Aleksandra Pivec (2020)                                     | Marjan Šarec     |
|       |                        |                                                  |                                                                               |                                       |                                                                                    |                  |
| 14.   | Jože Podgoršek         | Minister za kmetijstvo, gozdarstvo in prehrano   | Ministrstvo za kmetijstvo, gozdarstvo in prehrano Republike Slovenije         | 15. oktober 2020–1. junij 2022        | Aleksandra Pivec (2020) Tomaž Gantar (2020) Karl Erjavec (5. 12. 2020-10. 3. 2021) | Janez Janša      |
| 14.   | Tomaž Gantar           | Minister za zdravje                              | Ministrstvo za zdravje Republike Slovenije                                    | 13. marec 2020–18. december 2020      | Aleksandra Pivec (2020) Tomaž Gantar (2020) Karl Erjavec (5. 12. 2020-10. 3. 2021) | Janez Janša      |
| 14.   | Aleksandra Pivec       | Ministrica za kmetijstvo, gozdarstvo in prehrano | Ministrstvo za kmetijstvo, gozdarstvo in prehrano Republike Slovenije         | 13. marec 2020–15. oktober 2020       | Aleksandra Pivec (2020) Tomaž Gantar (2020) Karl Erjavec (5. 12. 2020-10. 3. 2021) | Janez Janša      |

## Kritike in kontroverze
V času izbruha Afere Patria, je bil Karl Erjavec na funkciji obrambnega ministra. Tožilstvo mu je očitalo površnosti in posledično oškodovanje države za 16,8 milijonov evrov. Afera naj bi vplivala tudi na to, da v naslednji, 9. vladi Republike Slovenije, premier Borut Pahor Erjavca ni imenoval na obrambni resor, ampak na mesto ministra za okolje in prostor. Tam je Erjavčevo ravnanje na ministrstvu sprožilo škandal z ravnanjem odpadkov, konkretno s sistem ravnanja z ločeno zbranimi komunalnimi odpadki ter ravnanja z odpadno embalažo. Računsko sodišče Republike Slovenije, ki ga je takrat vodil Igor Šoltes, je predsednika vlade Boruta Pahorja pozvalo k odstavitvi Erjavca z mesta ministra. Slednji je zadevo označil za banalno ter se spraševal, ali je res odgovornost ministra, da "poskrbi za vsako kanto posebej v tej državi." Pahor je v Državni zbor vložil predlog razrešitve ministra.
Aleksandra Pivec je bila pred prevzemom funkcije predsednice DeSUS vpletena v t.i. Afero SRIPT; ga. Pivec je v času, ko je delala kot državna sekretarka v uradu za zamejce, za sodelovanje pri projektu Strateško razvojno inovacijsko partnerstvo Turizem (SRIPT) prejela 35.000€ plačila kljub temu, da ni dokazov, da bi pri projektu dejansko sodelovala, prejemka pa ni prijavila KPK, zaradi česar je bil proti njej sprožen postopek. KPK je prav tako ugotovila, da ga. Pivec ni prijavila dodatnega raziskovalnega dela in je s tem kršila zakon o integriteti, poleg tega pa so tudi obstajali dvomi, če je avtorsko delo dejansko njeno. Postopki v zvezi z afero so se odvijali v času, ko je ga. Pivec prevzela vodstvo DeSUS. V SDS so med tem zaradi vpletenosti ga. Pivec v omenjene afere pripravljali 6 sklepov proti Pivčevi, med drugim predlog forenzične preiskave avtorstva njenih domnevnih del. SDS je nato brez pojasnil umaknil vse postopke proti Aleksandri Pivec, kmalu za tem pa je DeSUS pod njenim vodstvom vstopil v koalicijo s SDS, zato obstaja možnost, da je prišlo do dogovora med Pivčevo in SDS pri katerem bi SDS preiskave izrabila za vpliv na A. Pivec za pridobitev političnih uslug.
Stranka DeSUS je po zamenjavi vodje stranke z Aleksandro Pivec prelomila predvolilno obljubo, da DeSUS ne bo vstopil v vladno koalicijo s stranko SDS. Prelom DeSUS-ove predvolilne obljube je eden izmed kritik protestnikov med protivladni protesti v Sloveniji (2020–).

## Seznam predsednikov
| #   | Ime                 | Začetek mandata   | Konec mandata     |
| --- | ------------------- | ----------------- | ----------------- |
| 1.  | Ivan Sisinger       | 1990              | 1991              |
| 2.  | Rado Lipič          | 1991              | 1993              |
| 3.  | Jože Globačnik      | 1993              | 1999              |
| 4.  | Janko Kušar         | 1999              | 2002              |
| 5.  | Anton Rous          | 2002              | 2005              |
| 6.  | Karl Viktor Erjavec | 2005              | 18. januar 2020   |
| 7.  | Aleksandra Pivec    | 18. januar 2020   | 9. september 2020 |
| (-) | Tomaž Gantar v. d.  | 9. september 2020 | 5. december 2020  |
| 8.  | Karl Viktor Erjavec | 5. december 2020  | 10. marec 2021    |
| (-) | Anton Balažek v. d. | 10. marec 2021    | 31. marec 2021    |
| (-) | Brigita Čokl v. d.  | 31. marec 2021    | 19. junij 2021    |
| 9.  | Ljubo Jasnič        | 19. junij 2021    | 2. marec 2023     |
| (-) | Anton Rifelj v. d.  | 2. marec 2023     | 15. junij 2024    |
| 10. | Vlado Dimovski      | 15. junij 2024    |                   |

## Vidnejši člani stranke
- Franc Jurša (vodja poslanske skupine, nekdanji župan Občine Ljutomer)
- Irena Majcen (nekdanja ministrica za okolje in prostor, nekdanja županja Občine Slovenska Bistrica, podpredsednica stranke DeSUS)
- Vasja Klavora (nekdanji podpredsednik DZ)
- Meta Vesel Valentinčič (nekdanja državna sekretarka)
- Gorazd Žmavc (nekdanji minister za Slovence po Svetu in v zamejstvu)

#### Nekdanji člani
- Karl Erjavec (bivši predsednik stranke, minister za obrambo, nekdanji minister za zunanje zadeve, nekdanji minister za okolje in prostor, nekdanji minister za obrambo, nekdanji državni sekretar), izstopil 10. marca 2021
- Aleksandra Pivec (nekdanja predsednica stranke, nekdanja ministrica za kmetijstvo, gozdarstvo in prehrano), izstopila
- Uroš Prikl (nekdanji poslanec in državni sekretar)[111]
- Tomaž Gantar (nekdanji večkratni minister za zdravje, nekdanji župan Občine Piran), izstopil 25. marca 2021[112]
- Jože Podgoršek (kmetijski minister, članstvo v stranki mu je poteklo, ker po izstopu DeSUS iz koalicije ni odstopil kot minister)[112]
- Robert Polnar (poslanec), stranka ga je izključila
- Ivo Vajgl (nekdanji minister za zunanje zadeve in evropski poslanec v mandatu 2014-2019)
- Peter Vilfan (nekdanji namestnik vodje poslanske skupine, športni komentator in nekdanji košarkar)
- Bojan Potočnik (vojaški ataše in nekdanji generalni direktor policije).